# Odontomyia cohaerens
Odontomyia cohaerens är en tvåvingeart som beskrevs av Enrico Adelelmo Brunetti 1923. Odontomyia cohaerens ingår i släktet Odontomyia och familjen vapenflugor. Inga underarter finns listade i Catalogue of Life.